# Anatolische Tierteppiche

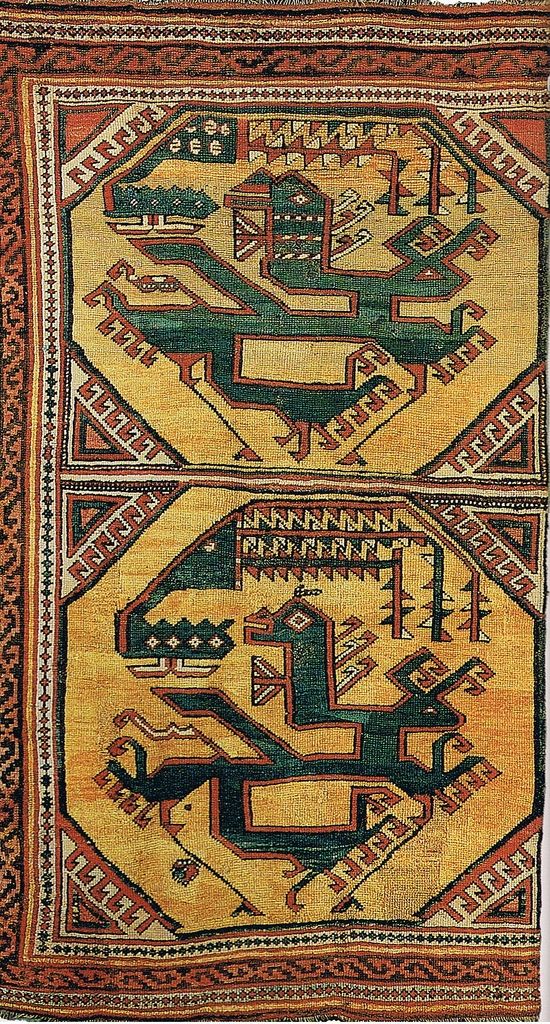
„Phoenix und Drache“-Teppich, 164 × 91 cm, Anatolien, Mitte 15. Jh., Museum für Islamische Kunst, Berlin

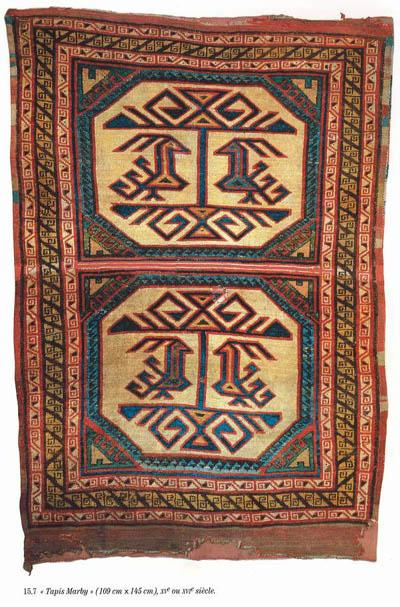
Tierteppich, um 1500, gefunden in der Kirche von Marby, Jämtland, Schweden. Wolle, 160 × 112 cm, Staatliches Historisches Museum, Stockholm

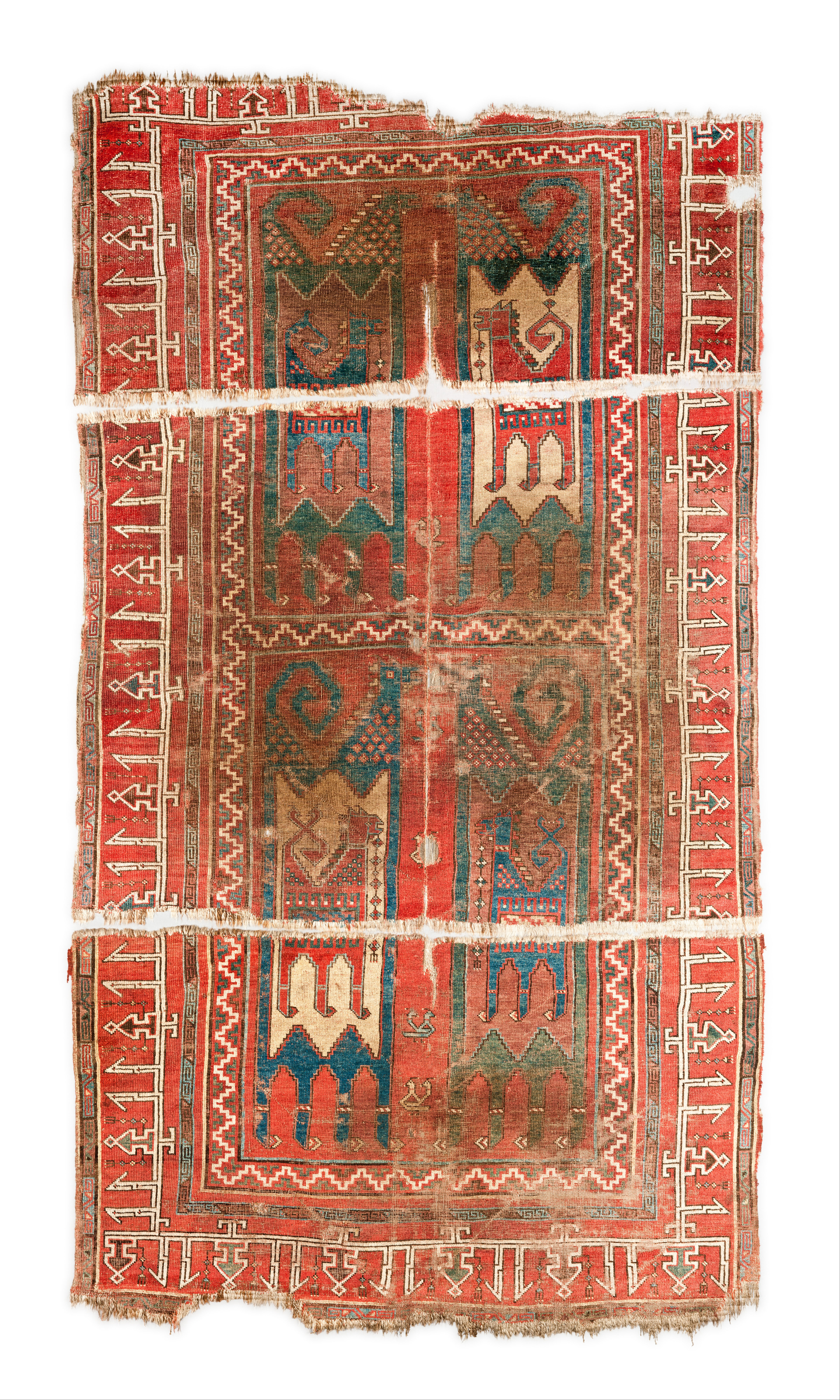
Tierteppich, Anatolien, 11.–13. Jh., Museum für Islamische Kunst (Doha)

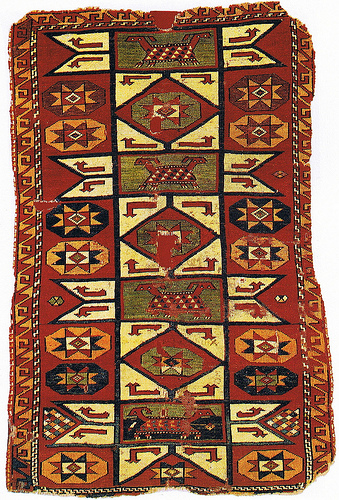
Tierteppich, vor 1500, Museum für Islamische Kunst, Berlin Inv. No. KGM 1885, 984

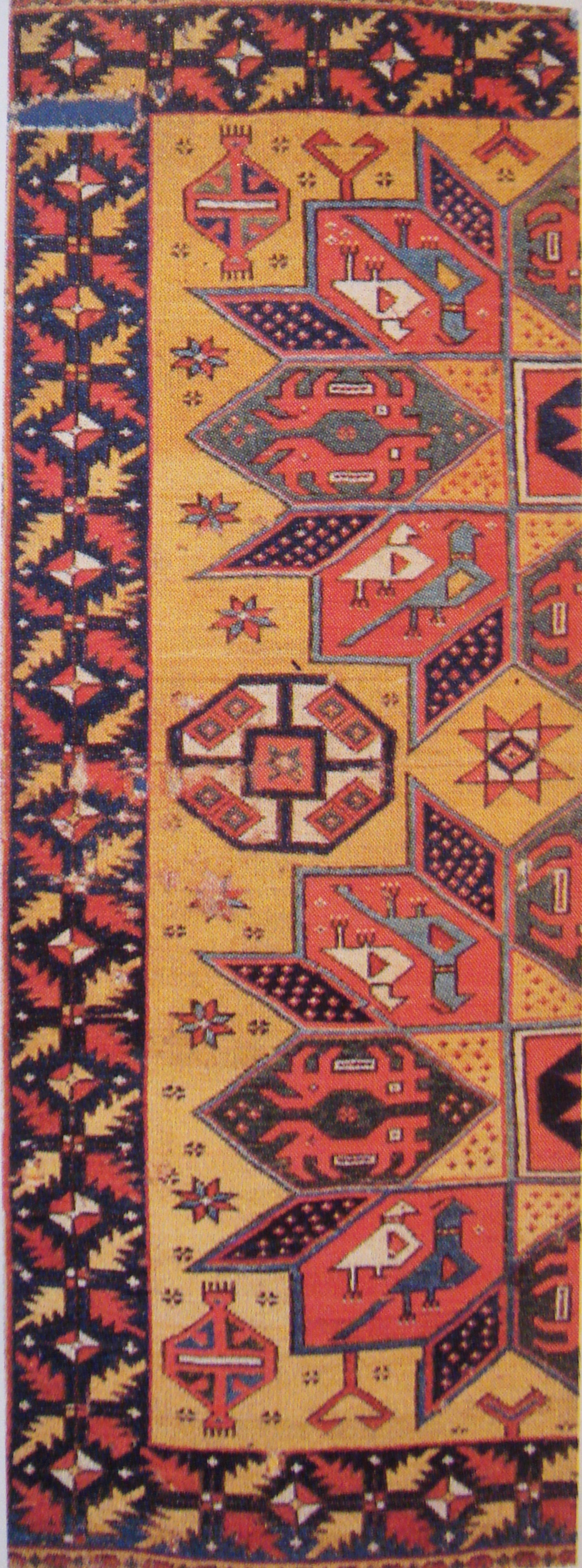
„Batári-Crivelli“-Fragment, Anatolien, 15. Jh., Ungarisches Museum für Kunstgewerbe, Budapest

Anatolische Tierteppiche stellen eine spezielle Gruppe von Teppichen dar, die nach heutigem Wissen in Anatolien hergestellt wurden. Charakteristisch für Tierteppiche sind die in den Flor eingeknüpften stilisierten Tierdarstellungen. Sie wurden im 14. bis 16. Jahrhundert während der Seldschuken- und frühen Osmanenzeit hergestellt und auch nach Westeuropa exportiert. Sehr wenige dieser Teppiche sind heute noch erhalten, die meisten in fragmentarischem Zustand. Tierteppiche wurden jedoch häufig auf Gemälden der frühen Renaissancezeit dargestellt. Die Entstehungszeit der erhaltenen Teppiche kann durch Vergleich mit ihren gemalten Gegenstücken bestimmt werden. Ihre Untersuchung hat wesentlich zur Entwicklung der Chronologie der islamischen Kunst beigetragen. Bis zur Entdeckung des Pasyryk-Teppichs galten die anatolischen Tierteppiche als die ältesten erhaltenen Orientteppiche der Welt.

## Erhaltene Teppiche

### „Drache-und-Phönix“-Teppich
Der heute im Museum für Islamische Kunst in Berlin aufbewahrte Teppich zeigt ein traditionelles chinesisches Motiv, den Kampf zwischen Phönix und Drache. Radiokarbonanalysen datieren den Teppich in die Mitte des 15. Jahrhunderts und somit in das frühe Osmanische Reich. Der Teppich ist mit symmetrischen Knoten geknüpft. Das chinesische Motiv wurde wahrscheinlich durch die mongolischen Invasoren während des 13. Jahrhunderts in die Islamische Kunst eingebracht.
Der „Drache-und-Phönix“-Teppich hat seine ursprünglichen Kanten verloren, und es scheint, als sei er an der rechten Seite abgeschnitten. Sein Feld ist in zwei rechteckige Abschnitte unterteilt, die jeweils ein gelbgrundiges Oktogon enthalten, in dem sich ein chinesischer Drache und ein Phönixvogel im Kampf gegenüberstehen. Beide Figuren sind in geometrischer Form stilisiert. Ihre blauen Farben und die rote Umrisszeichnung kontrastieren mit dem Gelb des Medaillons. Die Zeichnung des oberen Medaillons erscheint etwas gedrückter als die des unteren. Die Ecken zwischen den Medaillons und dem rechteckigen Rahmen sind mit roten Dreiecken und weißen Hakenreihen auf rotem Grund ausgefüllt, aus dem sich ein sich wechselseitig ergänzendes weiß-rotes Hakenmuster ergibt. Die rechteckigen Felder sind von einer schmalen Wächterborte aus Perlmustern in unterschiedlichen Farben eingefasst. Die Hauptbordüre zeigt rote florale Rankenmuster, die aus identischen, S-förmigen Motiven auf braunem Grund aufgebaut sind.
Der „Phönix-und-Drache“-Teppich wurde erstmals 1881 von Julius Lessing, und 1895 von Wilhelm von Bode beschrieben. Er gehört zu den klassischen Teppichen, die immer wieder in der Literatur zum Orientteppich erwähnt werden.
Ein ähnliches Fragment wurde in Fustāt entdeckt. Auch hierauf sind Drache und Phönix kämpfend auf einem gelben Hintergrund abgebildet. Die Figuren in diesem Fragment sind in Rot mit blauen Umrisslinien gehalten. Die Nebenbordüre zeigt eine Variante der „kufischen“ Bordüre, die von anderen Teppichen aus der Seldschukenzeit bekannt ist.

### Der Teppich von Marby
Ein weiterer Teppich mit zwei Medaillons, die einander gegenüberstehende Vögel zu beiden Seiten eines Baumes zeigen, wurde in der Kirche des Ortes Marby, Provinz Jämtland, Schweden, gefunden. Die Radiokarbondatierung deutet auf eine Entstehungszeit zwischen 1300 und 1420. Auch von diesem Typ wurden Fragmente in Fustāt gefunden. Das Feld des „Marby“-Teppichs teilt sich ebenfalls in zwei Rechtecke, von denen jedes ein Oktogon mit den beiden Vögeln und dem Baum enthält. Der Baum scheint entlang der horizontalen Mittelachse des Medaillons wie auf einer Wasserfläche gespiegelt zu sein.
Sowohl der „Phönix-und-Drache“- als auch der „Marby“-Teppich weisen auf ihrer Rückseite zusätzlich eingeknüpfte Knotenreihen auf. Im Abstand von circa 6 cm sind locker geknüpfte Knotenreihen in rotem Garn eingefügt. Ein Teppichfragment aus Fustāt hat ähnliche Zusatzknoten. Es wird angenommen, dass diese Zusatzknoten die Arbeit der Knüpfer während einer bestimmten Zeitspanne dokumentieren. Im Durchschnitt wiederholen sich die Zusatzknoten etwa alle 15 Reihen im Drache-und-Phoenix-Teppich. Bei einer angenommenen Originalbreite von 1 m beträgt die Zahl der Knoten zwischen zwei Reihen Zusatzknoten etwa 3800. Dies stimmt sowohl mit den Ausmaßen des Teppichs als auch der Zahl von Einzelknoten, die ein Knüpfer pro Tag in einen Teppich knüpfen kann, überein.

### Metropolitan Museum of Art, New York
Der „Drache-und-Phönix“- und der „Marby“-Teppich waren bis 1988 die einzigen bekannten Tierteppiche aus Anatolien. Seitdem sind sieben weitere Teppiche dieses Typs aufgetaucht. Sie stammen aus tibetischen Klöstern, aus denen sie von Mönchen mitgenommen wurden, die vor der chinesischen Kulturrevolution nach Nepal flohen. Einer dieser Teppiche wurde für die Sammlung des Metropolitan Museum of Art erworben. Er weist Parallelen zu einem Gemälde des Sieneser Künstlers Gregorio di Cecco auf: Die Hochzeit der Jungfrau von 1423. Auf dem Teppich erscheinen große, gegenüberstehende Tiere, jedes enthält noch ein kleines Tier in seinem Inneren.

### Vakıflar-Museum, Istanbul
Das Feld eines Tierteppichs aus den Depots des Vakıflar-Museums, Istanbul (Inv. Nr. E-1). ist durch ein Band mit gleichem Muster wie in der Bordüre in zwei rechteckige Abschnitte unterteilt. In jedem Medaillon befindet sich ein Paar einander gegenüberstehender Tiere. Die geflügelten Tiergestalten wenden sich einem stilisierten Baum zu. Sie haben gebeugte, schnauzenähnliche Köpfe mit geweihartigen Auswüchsen und geflecktes Fell, was ihnen eher das Aussehen von Damhirschen gibt als das von Vögeln, die gewöhnlich auf Tierteppichen abgebildet sind. Hirsche und Damhirsche sind schon auf den Bordüren des Pasyryk-Teppichs abgebildet und finden sich auch häufig auf frühen Textilien und anderen Objekten aus Anatolien und dem Iran. Unter jedem Hirsch und oberhalb der Hauptfigur befindet sich ein vogelartiges vierfüßiges Tier.
Ein weiterer Tierteppich mit im Vergleich zum Vakıflar-Teppich gröber gezeichnetem Muster befindet sich im Mevlânâ-Museum in Konya.

### Tierteppich aus dem Museum für Islamische Kunst, Berlin
Ein weiterer Teppich aus dem Museum für Islamische Kunst in Berlin wird vor das Jahr 1500 datiert. Dieser zeigt vier doppelköpfige Vierfüßler innerhalb eines rechteckigen Felds, umgeben von einem achteckigen Stern. Der oberste Stern ist nicht vollständig ausgeführt. Die Sterne sind von kleineren oktogonalen Elementen eingerahmt, je zwei an ihren Seiten und einer ober- und unterhalb jedes Sterns. Eine schmalere Wächterbordüre mit stilisierten Blattmustern, die S-förmige Ornamente füllen, trennt das Feld von der Hauptbordüre. Kleinere dreieckige Musterelemente und die Umrisse der Tiere sind mit versetzten Knoten geknüpft. Auf der Rückseite des Teppichs können zusätzliche Schussfäden erkannt werden, die sich, jeweils über zwei Kettfäden geführt, etwa alle 22 reguläre Schussfäden wiederholen. Diese zusätzlichen Schussfäden wechseln in der ungefähren Mitte des Teppichs ihre Farbe von Gelb zu Rot. Man nimmt an, dass sie das Tagewerk zweier nebeneinander arbeitender Personen markieren. Unter dieser Annahme hätte jede Person etwa 2500 Knoten pro Tag geknüpft.

### Batári-Crivelli-Fragment, Ungarisches Museum für Kunstgewerbe, Budapest
Dieses Fragment eines Tierteppichs aus dem Ungarischen Museum für Kunstgewerbe, Budapest, hat noch ungefähr die Hälfte seiner ursprünglichen Größe. Sein Feld enthält zwei große, 16-strahlige Sternmedaillons mit gleichem Muster, die jeweils wiederum einen achtstrahligen Stern innerhalb eines Oktogons enthalten. In jedem zweiten Segment der Medaillons erscheinen zwei Vögel abwechselnd mit vierfüßigen Tieren. Im Feld zwischen den Medaillons liegen kleinere Rosetten und achtstrahlige Sterne. Jede Ecke enthält ein Ornament, das einer Moscheelampe entspricht. In der Mitte der Langseite ist ein kleineres oktogonales Medaillon. Das Batári-Crivelli-Fragment ist dem „Drache-und-Phönix“- und dem „Marby“-Teppich ähnlich, denn es weist ebenfalls einen gelben Grund und zwei große Medaillons als Hauptelemente des Musters auf. Chromatographische Analysen der Farbstoffe wiesen ein Gelb von einer nicht genauer definierbaren Pflanze, Indigoblau, Krapprot, Blaugrün aus Indigo, Färber-Wau sowie die Verwendung von Griechischem Salbei (Salvia fruticosa) nach, außerdem wurde ungefärbte dunkelbraune und weiße Wolle verwendet. Während des 13. Internationalen Kongresses zur türkischen Kunst in Budapest 2007 wurde das Fragment zu Ehren von Ferenc Batári, dem ehemaligen Kurator der Abteilung für Teppiche und Textilien des Museums, umbenannt.
Andere Tierteppiche werden im Museum für Islamische Kunst (Doha) und in Privatsammlungen aufbewahrt.

## Abbildung in Renaissancegemälden

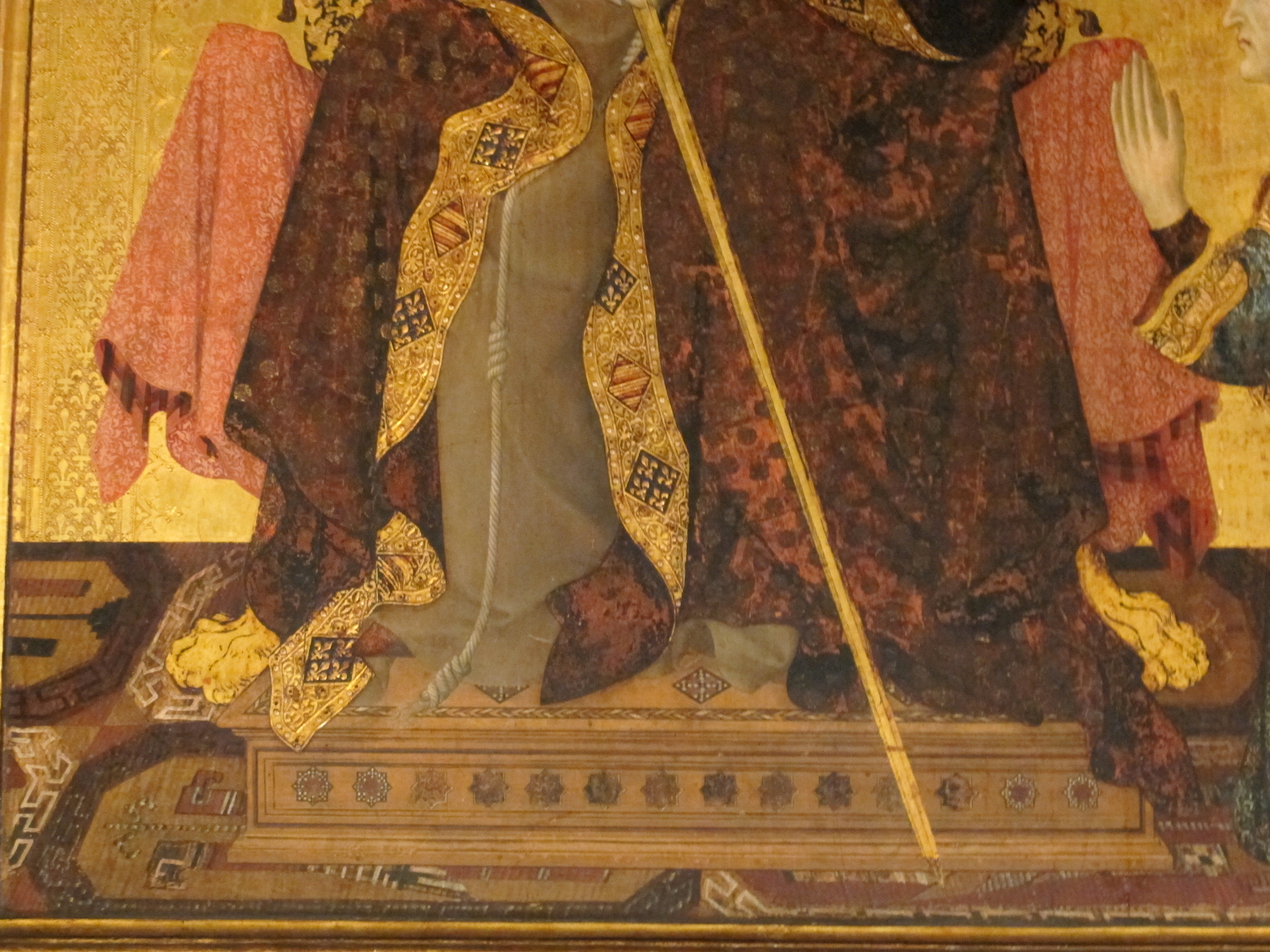
Simone Martini, Detail aus Sankt Ludwig von Toulouse krönt Robert von Anjou zum König von Neapel, 1317

Tierteppiche sind die ältesten islamischen Teppiche, die auf europäischen Gemälden der Renaissancezeit ab dem 14. und im Verlauf des 15. Jahrhunderts identifiziert werden können. Der Vergleich zwischen den Teppichen auf den Gemälden, deren Entstehungszeit und Künstler bekannt sind, und den noch erhaltenen Teppichen erlaubt es, einen „Terminus ante quem“ für die Entstehungszeit der erhalten gebliebenen Originale zu bestimmen. Diese Methode wurde, ausgehend von Julius Lessings Werk, von Wilhelm von Bode aufgenommen. Bode identifizierte einen Teppich auf einem Gemälde von Domenico di Bartolo, Die Hochzeit der Findlinge von 1440, der eine bemerkenswerte Ähnlichkeit mit dem „Drache und Phönix“-Teppich aufweist. Die Methode des Vergleichs historischer Bilder und Teppiche zur Bestimmung ihres Entstehungsdatums wurde von Friedrich Sarre, Ernst Kühnel und Kurt Erdmann, den bekanntesten Vertretern der „Berliner Schule“ der Islamischen Kunstgeschichte, weiter entwickelt.
Die Teppiche werden von den Malern der frühen Renaissance meist in vereinfachter Form abgebildet, verglichen mit den Originalen. Manchmal scheinen die Abbildungen eher aus dem Gedächtnis heraus gemalt worden zu sein, aber das generelle Erscheinungsbild ist den Originalen ausreichend ähnlich.
Kurt Erdmann entwickelte als erster eine generelle Klassifizierung der Tierteppiche auf Renaissance-Bildern. Das Feld der gemalten Tierteppiche ist meist in rechteckige, größere oder kleinere Abschnitte unterteilt. Jeder Abschnitt enthält ein Oktagon, das wiederum Tierfiguren umschließt, die vier verschiedenen Typen zugeordnet werden können:
1. „Heraldische“ Tiere, einschließlich ein- oder doppelköpfiger Adler;
2. Vogelpaar und Baum;
3. Einzelne Vögel oder Vierfüßler in einem geometrischen Rahmen;
4. Tierpaare in einem Rahmen, manchmal im Kampf abgebildet.

### 14. Jahrhundert
Zu Beginn des 14. Jahrhunderts erscheinen Teppiche mit stilisierten ein- oder doppelköpfigen Adlern erstmals auf den Bildern der Malerschulen von Florenz und Siena. In der zweiten Hälfte des 14. Jahrhunderts werden stilisierte Vögel neben einem Baum erstmals auf Lippo Memmis Jungfrau mit Kind (1340–50), und auf Sano di Pietros Hochzeit der Jungfrau, 1448–52, abgebildet. Yetkin entdeckte einen ähnlichen Teppich im Vakıflar Halı Museum, Istanbul. Das Feld dieses Teppichs ist im üblichen Stil gestaltet, mit Vögeln zwischen einem Baum, aber die Vögel haben Kämme, und das Muster ist feiner ausgearbeitet. Die Ecken der Komposition sind mit Tiermotiven ausgefüllt, die vielleicht Drachen darstellen. Ein Tierteppich mit diesem weiterentwickelten Mustertyp erscheint auf einem Bild von William Larkin.
Ein Teppichfragment mit einem einzelnen Vogel befindet sich heute in der Sammlung des Metropolitan Museum of Art, New York. Ein gemaltes Gegenstück hierzu sieht man auf Niccolò di Buonaccorsos Hochzeit der Jungfrau von 1380.

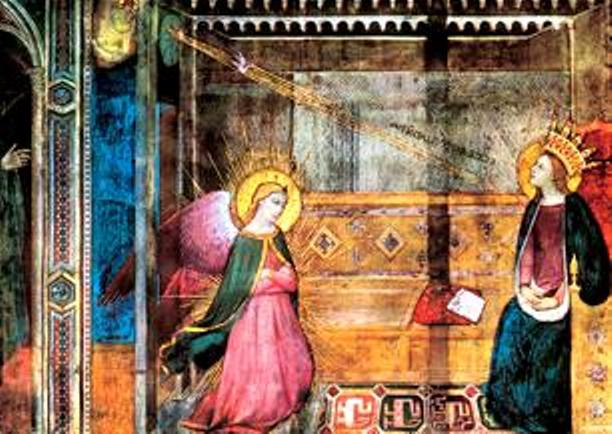
Einer der ersten in Europa abgebildeten Orientteppiche, dem legendären Bruder Bartolomeo zugeschrieben: Verkündigung, 13. Jh., Basilica della Santissima Annunziata, Florenz.
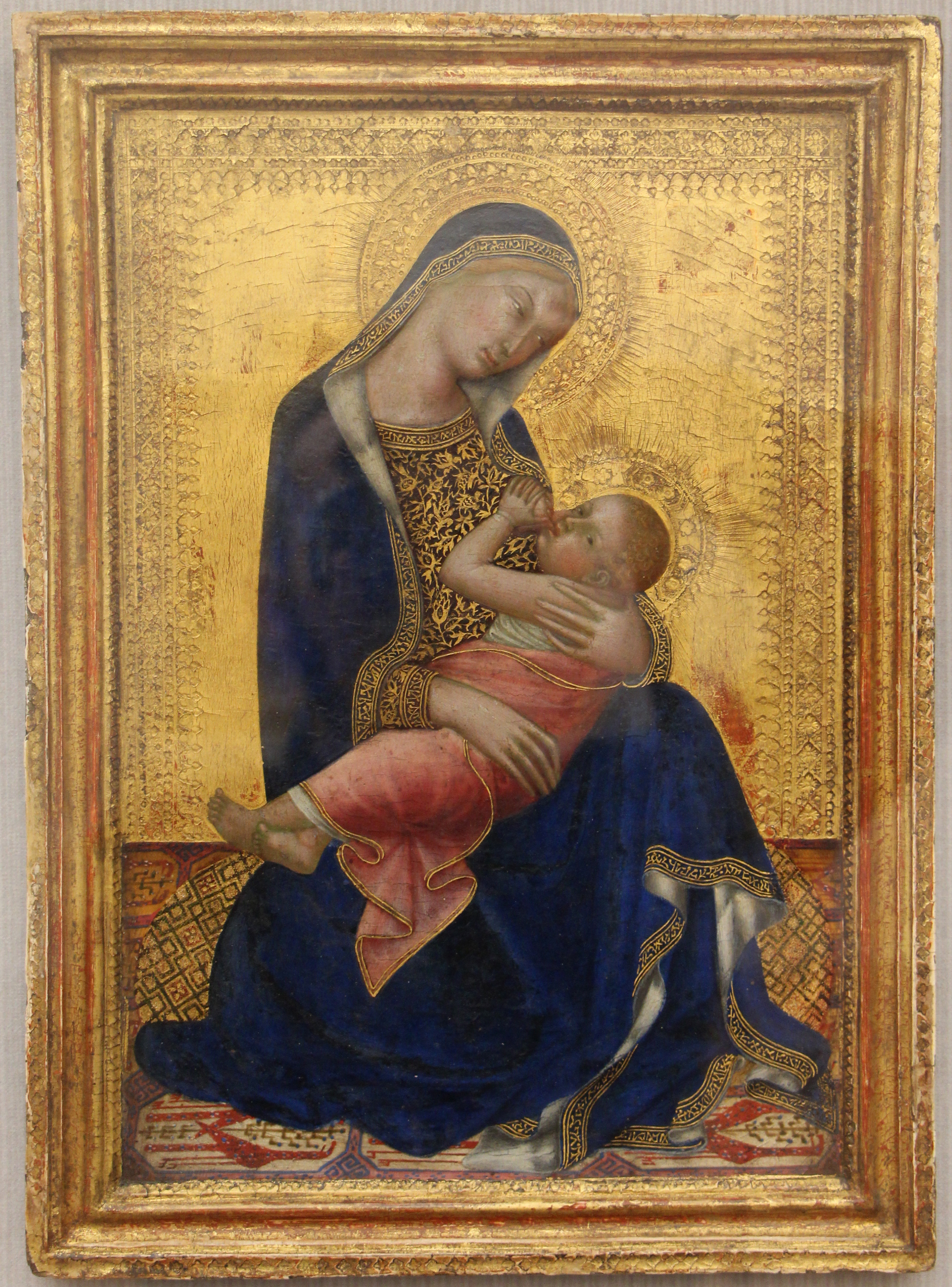
Lippo Memmi, Jungfrau und Kind, Tierteppich mit zwei gegenüber stehenden Vögeln neben einem Baum, 1340–50
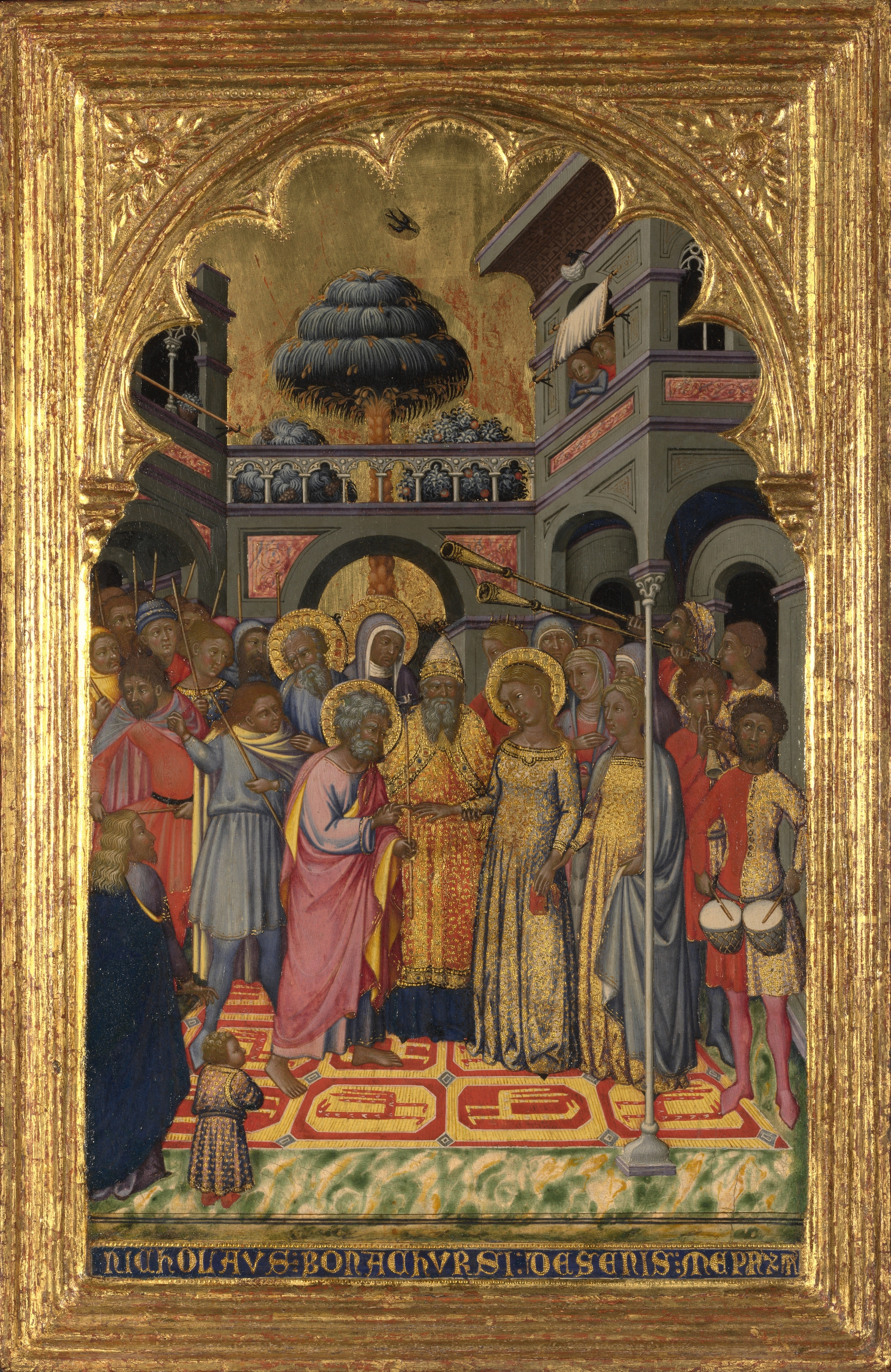
Niccolò di Buonaccorso, Hochzeit der Jungfrau, 1380. National Gallery, London

### 15. und 16. Jahrhundert
Anfang des 15. Jahrhunderts wird der Tierstil vielfältiger:
Zwei Tierteppiche aus Fustāt wurden in das 15. Jahrhundert datiert. Sie enthalten Teile einer Version des „Baum und Vogelpaar“-Musters, das vom „Marby-Teppich“ bekannt ist. Das Feld ist hier nicht mehr in Abschnitte unterteilt, das „Baum und Vogelpaar“-Muster erscheint in versetzter Reihung und füllt in unendlichem Rapport das Feld aus.
Ein Fresko von Matteo di Giovanni im Papstpalast von Avignon zeigt einen Teppich mit undeutlich abgebildeten Vögeln vor dem Thron des Papstes liegend. Schriftquellen des 14. Jahrhunderts bezeugen, dass Benedikt XII. einen Teppich mit „weißen Schwänen“ sehr schätzte und ihn vor seinem Thron auslegen ließ. Ein Gemälde von Giovanni di Paolo von 1440 zeigt einen solchen Tierteppich mit Vögeln vor dem Thron des Papstes.
Verschiedene Beispiele sind für Teppiche mit einzeln aufgereihten Vögeln ohne rechteckige Feldunterteilung bekannt. Ein Teppich im Archäologischen Museum von Konya, datiert auf das 15. Jahrhundert, entspricht einem Original aus dieser Gruppe. Ein Gemälde von Jaume Huguet im Museu Nacional d’Art de Catalunya zeigt einen nahezu identischen Teppich. Ähnliche Teppiche finden sich auch auf einem Gemälde von Giovanni di Paolo im Palazzo Doria-Pamphilj, Rom, und auf Thronende Madonna von Ambrogio Lorenzetti. Ein weiterer Tierteppich mit anderem Muster erscheint auf Carlo Crivellis „Verkündigung“ von 1482. Das Muster dieses Teppichs besteht aus stilisierten Tierfiguren in achtstrahligen Sternen und korrespondiert mit dem Batári-Crivelli-Fragment aus Budapest. Ein Teppich mit Tierpaaren erscheint auf Fra Angelicos Altarbild von San Marco.
Der „Phönix und Drache“ Teppich des Museum für Islamische Kunst hat gemalte Gegenstücke in Domenico di Bartolos Hochzeit der Findlinge (1440), sowie in Alesso Baldovinettis Geschichte des heiligen Vincenzo Ferrerio und Jacopo Bellinis Verkündigung.
Das Batári-Crivelli-Fragment zeigt Parallelen zu zwei Gemälden von Carlo Crivelli, der Verkündigung von 1482 im Städelmuseum in Frankfurt, und der Verkündigung mit St. Emidius (1486) in der National Gallery. Beide Gemälde bilden ein 16-strahliges Sternmotiv ab, von denen einzelne Abschnitte stark stilisierte Tiermotive aufweisen.
Der Teppich aus dem Vakıflar Museum findet ein gemaltes Gegenstück in William Larkins Portrait der Dorothy Cary, spätere Viscountess Rochford, das sehr ähnliche Tiere abbildet. Soweit bekannt ist, ist der Teppich auf Larkins Porträt der letzte Tierteppich, der auf einem westeuropäischen Gemälde zu sehen ist.

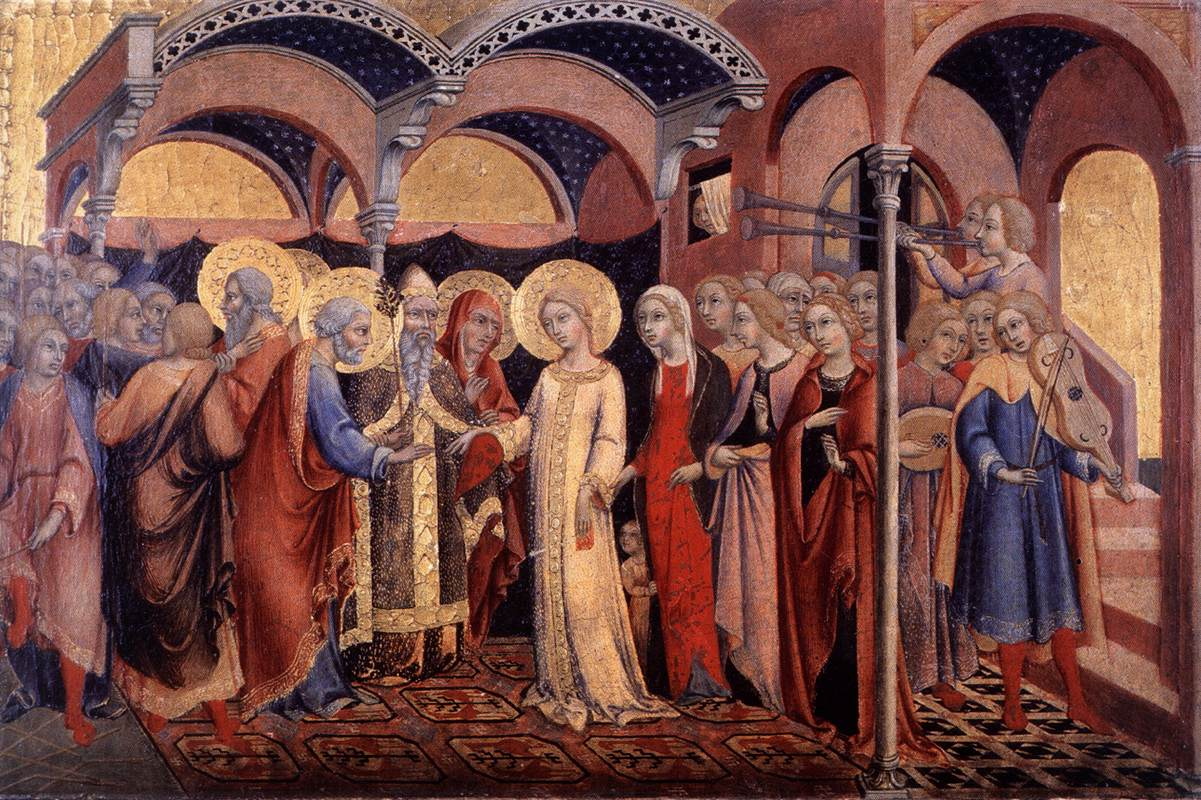
Sano di Pietro, Hochzeit der Jungfrau, 1448–52, Pinacoteca Vaticana
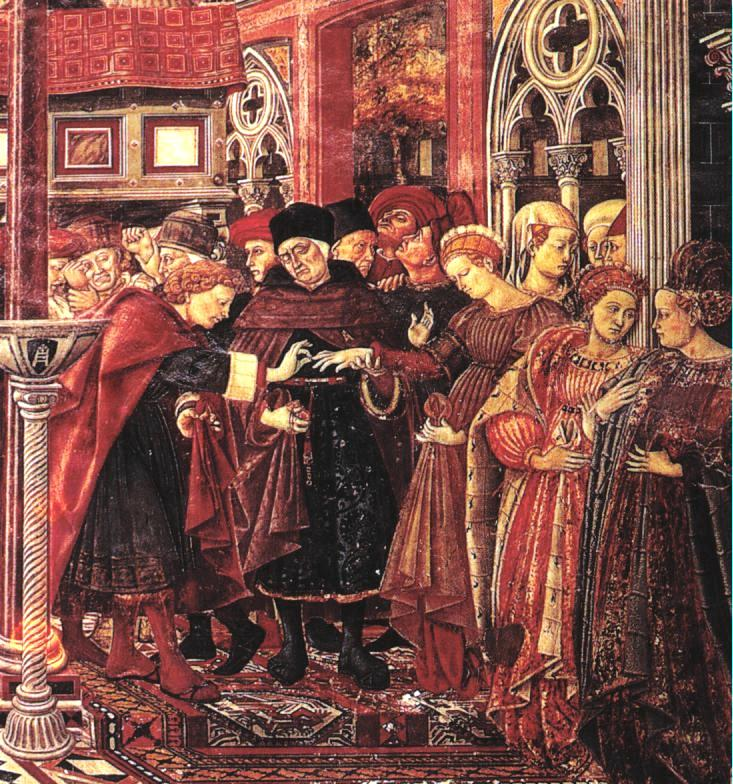
Domenico di Bartolo Hochzeit der Findlinge, 1440
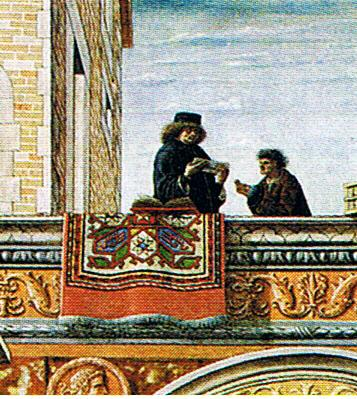
Carlo Crivelli, Detail aus Verkündigung mit St. Emidius, 1486. National Gallery, London
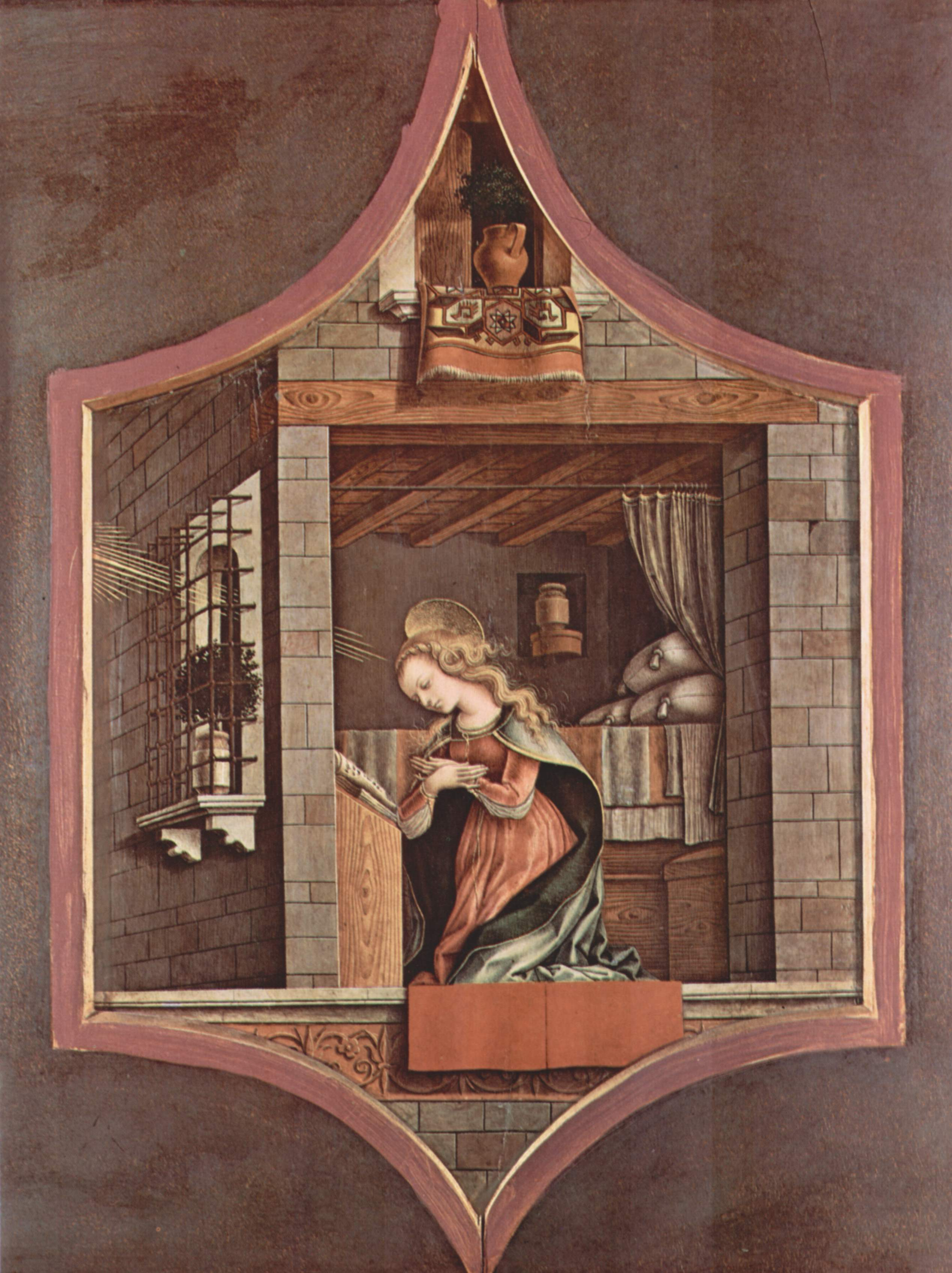
Carlo Crivelli, Verkündigung, 1482. Tempera auf Pappelholz. Städelsches Kunstinstitut, Frankfurt am Main, Inv. 841A
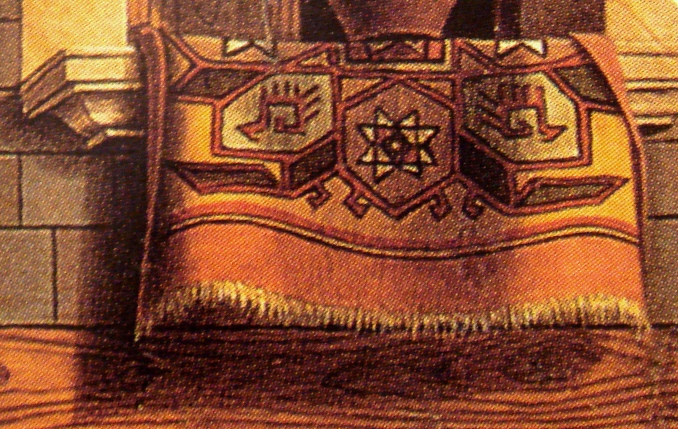
Carlo Crivelli Verkündigung (Detail), Städel, Frankfurt am Main, 1482
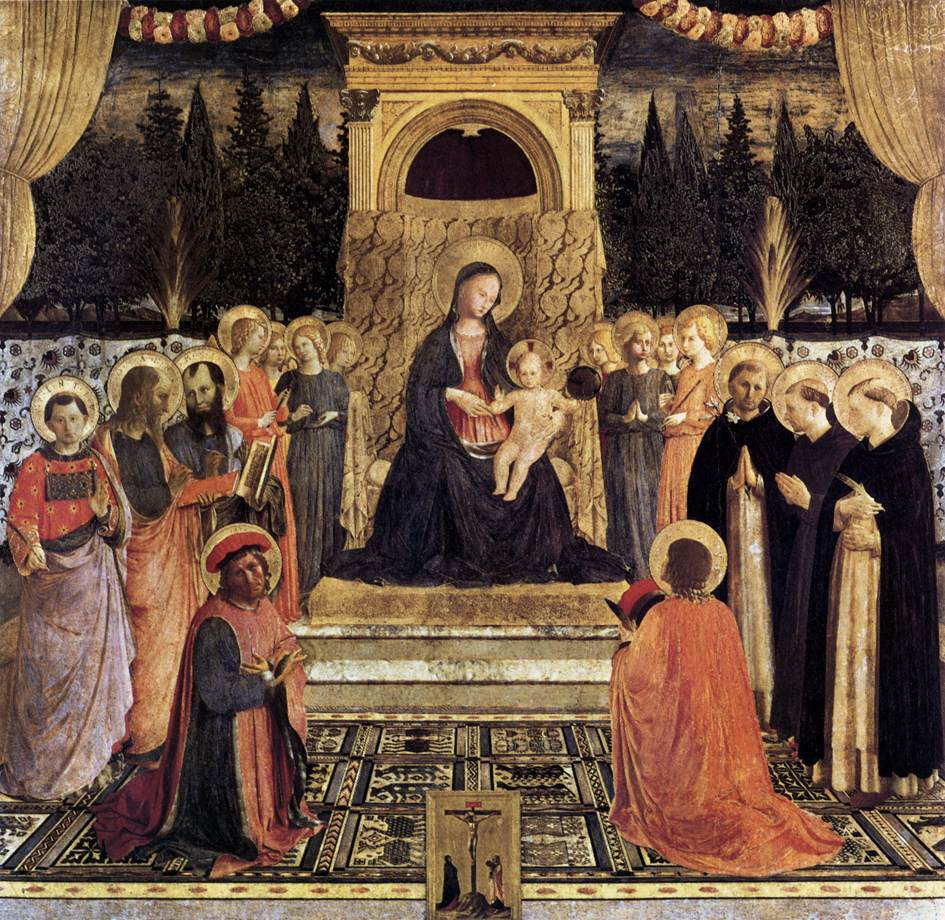
Fra Angelico, Altar von San Marco, 1438–43
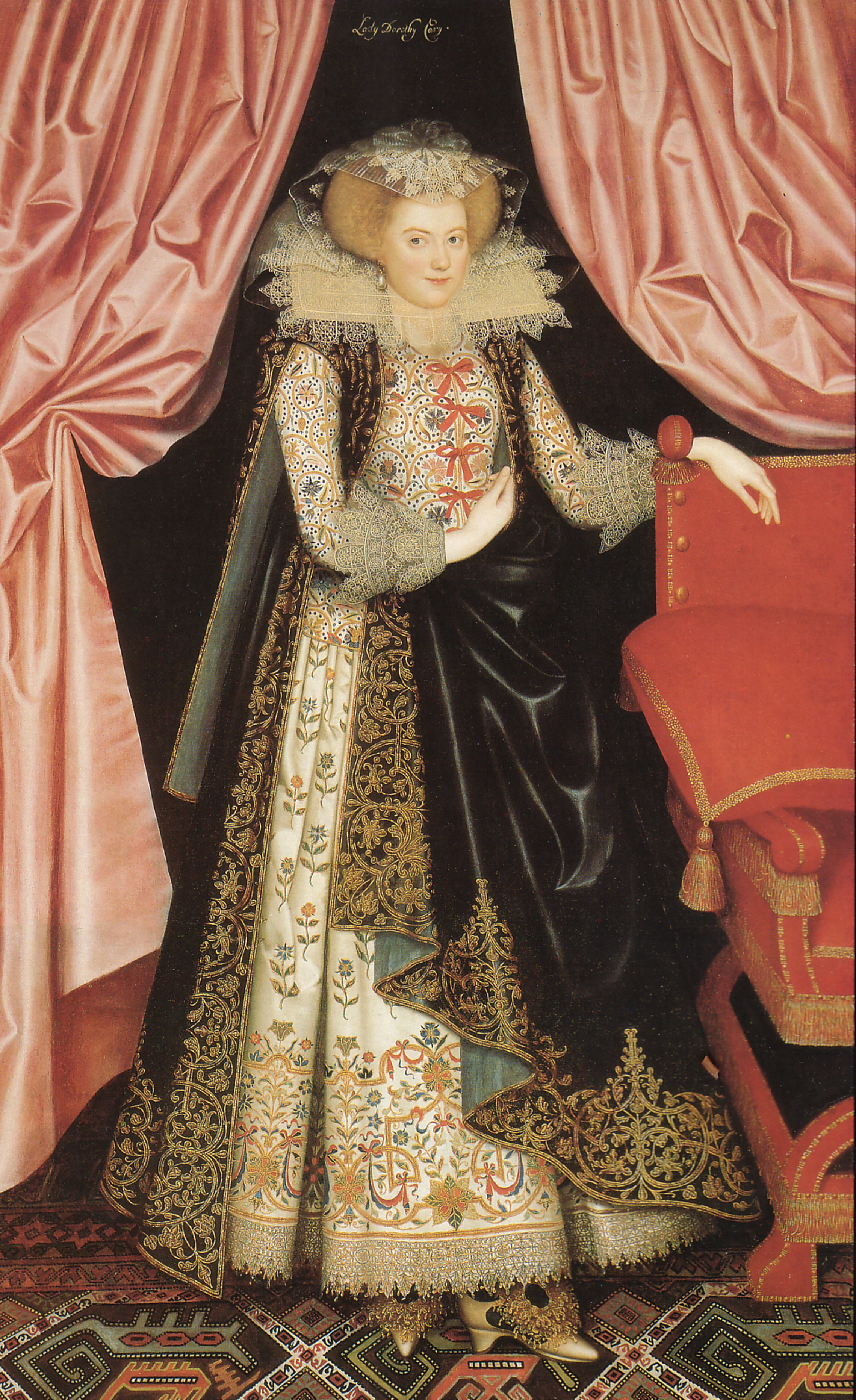
William Larkin, Dorothy Cary, spätere Viscountess Rochford, 1614–8, Kenwood House

## Weitere Literatur
- John Mills: Early animal carpets in western paintings – a review. In: Hali. The International Journal of Oriental Carpets and Textiles. Bd. 1, Nr. 3, 1978, ISSN 0142-0798, S. 234–243.
- John Mills: The animal rugs revisited. In: Murray L. Eiland, Robert Pinner (Hrsg.): Oriental Carpet and Textile Studies. Band 6. International Conference on Oriental Carpets, Danville CA 2001, ISBN 1-889666-07-6, S. 46–51.